# Aggerhof
Aggerhof ist ein Ortsteil von Vilkerath in der Stadt Overath im Rheinisch-Bergischen Kreis in Nordrhein-Westfalen, Deutschland.

## Lage und Beschreibung
Der vornehmlich von Kleingewerbe und Einzelhäusern besiedelte Ortsteil Aggerhof liegt zwischen der Bundesstraße 55 (die hier Kölner Straße  heißt) und der Bahnstrecke Siegburg–Olpe im Aggertal. Heute sind die ehemaligen Wohnplätze Aggerhof, Untervilkerath und Steinhaus zu einem geschlossenen Siedlungsbereich zusammengewachsen, der den Kern des Stadtteils Vilkerath bildet, einem der sieben Stadtteile Overaths.
Die nächsten Ortschaften sind Krombach, Bernsau, Rott und Alemich.

## Geschichte
Die Topographia Ducatus Montani des Erich Philipp Ploennies, Blatt Amt Steinbach, belegt, dass der Wohnplatz bereits 1715 eine Hofstelle besaß, die als Zum Agger beschriftet ist. Carl Friedrich von Wiebeking benennt die Hofschaft auf seiner Charte des Herzogthums Berg 1789 als Acher. Aus ihr geht hervor, dass der Ort zu dieser Zeit Teil der Honschaft Vilkerath im Kirchspiel Overath war.
Ein Scharmützel von Bewohnern des Aggerhofs mit französischen Freischärlern im Jahr 1795 brachte es zu einer Notiz in die Geschichtsbücher unter dem Stichwort Knütteljungenkrieg. Bei der Auseinandersetzung agierte ein Overather Müllersbursche mit Namen Schwamborn als General.
Der Ort ist auf der Topographischen Aufnahme der Rheinlande von 1817 als Aggerhof verzeichnet. Die Preußische Uraufnahme von 1845 zeigt den Wohnplatz ebenfalls unter dem Namen Aggerhof. Ab der Preußischen Neuaufnahme von 1892 ist der Ort auf Messtischblättern regelmäßig als Aggerhof verzeichnet.
1822 lebten 19 Menschen im als Hof und Mühle (gemeint ist die Aggermühle) kategorisierten und als Acherhof bezeichneten Ort, der nach dem Zusammenbruch der napoleonischen Administration und deren Ablösung zur Bürgermeisterei Overath im Kreis Mülheim am Rhein gehörte. Für das Jahr 1830 werden für den als Acherhof bezeichneten Ort 24 Einwohner angegeben. Der 1845 laut der Uebersicht des Regierungs-Bezirks Cöln als Aggerhof bezeichnete und als Weiler und Mühle kategorisierte Ort besaß zu dieser Zeit sieben Wohngebäude mit 51 Einwohnern, alle katholischen Bekenntnisses.
Die Liste Einwohner und Viehstand von 1848 gibt ein wenig Einblick in die Lebensverhältnisse früherer Zeiten. Sie zählt in Aggerhöffgen 45 Bewohner, darunter 23 Kinder. Es gab drei Ackerer mit ihren Familien und Viehbesitz: Christian Abstohs, Johann Fischer und Peter Abstohs. Als ohne Gewerb werden Johann Heuser, Wilhelm Becker und Wilhelm Klein bezeichnet, von der Obrigkeit sind sie als arm eingestuft. Den Tagelöhnern Wilhelm Flüch (arm) und Heinrich Hoeck wurde 1 Kuh beziehungsweise 2 Ziegen zugerechnet. Arm auch der Schreiner Johann Clever, der 4 Kinder und 1 Ziege sein Eigen nannte.
Die Gemeinde- und Gutbezirksstatistik der Rheinprovinz führt den Ort unter dem Namen Aggerhöfchen 1871 mit sechs Wohnhäusern und 46 Einwohnern auf. Im Gemeindelexikon für die Provinz Rheinland von 1888 werden für Aggerhof neun Wohnhäuser mit 56 Einwohnern angegeben. 1895 besitzt der Ort sieben Wohnhäuser mit 47 Einwohnern, 1905 werden neun Wohnhäuser und 40 Einwohner angegeben.